# Akaganeïta
L'akaganeïta (en anglès i francès:akaganéite) és un mineral de la classe dels òxids.

## Característiques
L'akaganeïta és un òxid de fórmula química (Fe3+,Ni2+)₈(OH,O)16Cl1.25·nH₂O. Cristal·litza en el sistema monoclínic.
Segons la classificació de Nickel-Strunz pertany a «04.DK: Òxids amb proporció Metall:Oxigen = 1:2 i similars, amb cations grans (+- mida mitjana); estructures de túnel» juntament amb els següents minerals: coronadita, criptomelana, hol·landita, manjiroïta, mannardita, priderita, redledgeïta, henrymeyerita, estronciomelana, romanechita i todorokita.

## Formació i jaciments
Es forma per la meteorització de la pirrotita (Fe1-xS). També s'ha trobat níquel en la seva estructura que és monoclínica. Rep el nom de les mines Akagane d'Iwate al Japó, on es va descobrir. També es troba en altres llocs del món i en roques lunars i en meteorits.